# Cobalt(II) carbonat
Cobalt(II) carbonat là hợp chất vô cơ với công thức hóa học là CoCO3. Chất rắn thuận từ này là một chất trung gian trong việc thanh lọc cobalt bằng thủy luyện từ các quặng của nó. Nó là một chất màu vô cơ, và tiền thân của chất xúc tác. Hợp chất cobalt carbonat có màu tím nhạt có trong thương mại với công thức CoCO3(Co(OH)x(H2O)y) (CAS 12069-68-0).

## Điều chế và cấu trúc
Nó được điều chế bằng cách kết hợp các dung dịch cobalt(II) sulfat và bicarbonat:
CoSO4 + 2NaHCO3 → CoCO3 + Na2SO4 + H2O + CO2↑
CoCO3 có cấu trúc như canxit, bao gồm cobalt trong một hình học phối hợp bát diện

## Phản ứng
Làm nóng carbonat, tiến hành theo cách thông thường để nung, ngoại trừ vật liệu bị oxy hóa một phần:
6CoCO3 + O2 → 2Co3O4 + 6CO2↑
Kết quả Co3O4 chuyển đổi đảo ngược với CoO ở nhiệt độ cao. Giống như hầu hết muối carbonat kim loại khác, cobalt(II) carbonat không hòa tan trong nước, nhưng dễ phản ứng với acid loãng:
CoCO3 + 2HCl + 5H2O  → Co(H2O)6Cl2 + CO2↑

## Ứng dụng
Cobalt(II) carbonat là nguyên liệu để tạo dicobalt octacarbonyl và nhiều muối cobalt khác. Nó là một thành phần của chất bổ sung chế độ ăn uống vì cobalt là một yếu tố thiết yếu. Nó là một nguyên liệu của men thủy tinh màu xanh, nổi tiếng trong trường hợp của Delftware.

## An toàn
Hợp chất này có hại nếu nuốt phải và gây kích ứng mắt, da.

## Hợp chất khác
- CoCO3 còn tạo hợp chất có dạng CoCO3(NH3)x. Nó có màu đỏ carmin.[6] Tetrahydrat của muối với x = 3 có màu đỏ đậm, không ổn định.[7]
- CoCO3 còn tạo một số hợp chất với N2H4, như CoCO3·3N2H4 là chất rắn màu kem-cam.[8]